# 太和 (東晋)
太和（たいわ）は、東晋の廃帝司馬奕の治世に行われた元号。366年 - 371年。

## 出来事
- 太和元年
  - 正月元日：即日改元。
  - 5月：蜀の司馬勲が討伐される。
  - 10月：会稽王司馬昱が丞相となる。
  - 10月7日：前秦の王猛・楊安が南郷を侵す。
- 太和2年
  - 4月：前燕の慕容塵が竟陵を侵す。
- 太和4年
  - 3月：桓温が平北将軍・徐兗二州刺史の職務を兼ねる。東晋の両大軍団がみな桓温の手中に握られる。
  - 4月1日：桓温が第三次北伐に乗り出す。
  - 9月19日：北伐軍が枋頭で前燕の慕容垂に敗れる（枋頭の戦い）。
  - 10月：豫州刺史の袁真が寿陽で反乱。
- 太和5年
  - 9月：益州の妖賊が討伐される。
- 太和6年
  - 正月17日：桓温が寿陽を平定する。
  - 11月15日：廃帝司馬奕が廃立される。簡文帝司馬昱の即位により「咸安」と改元。

## 西暦・干支との対照表
| 太和 | 元年  | 2年   | 3年   | 4年   | 5年   | 6年   |
| 西暦 | 366年 | 367年 | 368年 | 369年 | 370年 | 371年 |
| 干支 | 丙寅  | 丁卯  | 戊辰  | 己巳  | 庚午  | 辛未  |

## 他元号との対照表
| 太和 | 元年   | 2年    | 3年    | 4年    | 5年    | 6年    |
| 代   | 建国29 | 建国30 | 建国31 | 建国32 | 建国33 | 建国34 |
| 前涼 | 升平10 | 升平11 | 升平12 | 升平13 | 升平14 | 升平15 |
| 前秦 | 建元2  | 建元3  | 建元4  | 建元5  | 建元6  | 建元7  |
| 前燕 | 建熙7  | 建熙8  | 建熙9  | 建熙10 | 建熙11 | -      |